# Conrado II de Suabia
Conrado de Hohenstaufen (Konrad II von Hohenstaufen) (febrero/marzo de 1173-15 de agosto de 1196) fue Duque de Suabia desde 1191 hasta su muerte, y duque de Rothenburg (1188-1191). Fue el quinto hijo de Federico I Barbarroja y de Beatriz de Borgoña y hermano de Enrique VI. Fue prometido a Berenguela de Castilla, pero el matrimonio se anuló al nacer un heredero varón entre Alfonso VIII de Castilla y la reina Leonor de Plantagenet, por lo que al tener Castilla un heredero varón (infante Fernando de Castilla, nacido en 1189) ya no le interesó al Emperador Federico Barbarroja, la unión matrimonial motivo por el cual se anularon los esponsales.
En 1191, Conrado estuvo presente en Roma para la coronación de su hermano como emperador. Participó en las campañas normandas de Sicilia en 1191 y 1194. Un cronista lo describió como "un hombre enormemente dado al adulterio, la fornicación, la violación y otras maldades; sin embargo, era enérgico y valiente en la batalla y generoso con sus amigos".
Conrado fue asesinado en Durlach en 1196, presuntamente por el marido de una mujer a la que había violado. Otra historia dice que Conrado fue mordido en el ojo por una virgen a la que estaba tratando de violar, muriendo como consecuencia de la infección.